# Veronica Escobar
Pour les articles homonymes, voir Escobar.
Veronica Escobar est une femme politique américaine née à El Paso. Membre du Parti démocrate, elle est élue du Texas à la Chambre des représentants des États-Unis depuis 2019.